# Melanagromyza limata
Melanagromyza limata är en tvåvingeart som beskrevs av Spencer 1971. Melanagromyza limata ingår i släktet Melanagromyza och familjen minerarflugor. Inga underarter finns listade i Catalogue of Life.